# Bruinvissen
De bruinvissen (Phocoenidae) of rondsnuitdolfijnen vormen een familie van kleine walvisachtigen uit de onderorde der tandwalvissen (Odontoceti). Ze zijn nauw verwant aan de dolfijnen (Delphinidae). De familie bestaat uit acht soorten in drie geslachten. Ze komen in alle oceanen voor.
Bruinvissen behoren tot de kleinste walvissen. De grootste soorten worden niet zwaarder dan 220 kilogram, en de Californische bruinvis (Phocoena sinus) is de kleinste walvisachtige, hij weegt maximaal 50 kilogram. Alle soorten hebben geen rostrum, zoals de meeste dolfijnen, en een kleine driehoekige rugvin. Deze ontbreekt zelfs bij de Indische bruinvis (Neophocaena phocaenoides). De bruinvissen verschillen ook van de dolfijnen door de vorm van de tanden.
Bruinvissen voeden zich voornamelijk met kleine in scholen levende vissen als haring. Ze leven solitair of in los groepsverband, afhankelijk van de hoeveelheid voedsel.
De oudste fossielen zijn bekend van het Laat-Mioceen (10 tot 12 miljoen jaar geleden). De eerste bruinvissen ontstonden in de Noordelijke Grote Oceaan. Pas in het Plioceen kwamen de bruinvissen ook voor langs de Europese kust en het zuidelijk halfrond.

## Classificatie
Er zijn nog acht soorten in drie geslachten. De brilbruinvis (Phocoena dioptrica) wordt soms tot het geslacht Australophocaena gerekend. De beide onderfamilies worden vaak niet gebruikt. De twee spellingsvarianten van het Latijnse woord voor "bruinvis", phocoena en phocaena, worden door elkaar gebruikt in de wetenschappelijke namen, zodat de spelling daarvan soms varieert.
- Familie Phocoenidae (Bruinvissen)
  - Geslacht Australithax†
  - Geslacht Lomacetus†
  - Geslacht Numataphocoena†
  - Onderfamilie Phocoeninae
    - Geslacht Phocoena
      - Phocoena occidua†
      - Brilbruinvis (Phocoena dioptrica)
      - Gewone bruinvis (Phocoena phocoena)
      - Californische bruinvis of vaquita (Phocoena sinus)
      - Bruinvis van Burmeister (Phocoena spinipinnis)

    - Geslacht Neophocaena
      - Neophocaena asiaeorientalis
      - Indische bruinvis (Neophocaena phocaenoides) (de ondersoorten worden soms als aparte soorten gezien)
      - Neophocaena sunameri

  - Onderfamilie Phocoenoidinae
    - Geslacht Phocoenoides
      - Dalls bruinvis (Phocoenoides dalli)

    - Geslacht Piscolithax†
    - Geslacht Salumiphocoena†